# Willy Bogner junior

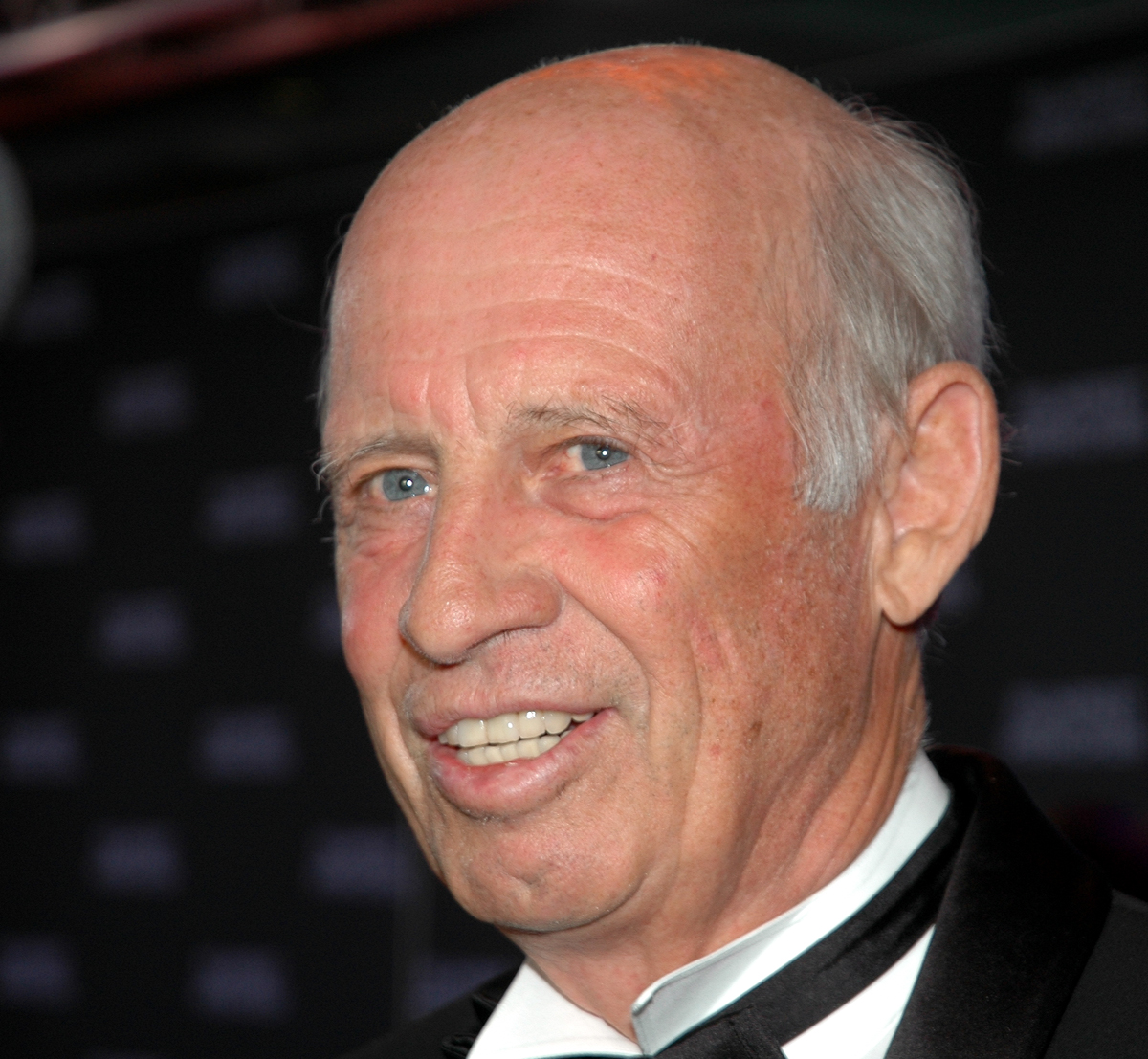
Willy Bogner auf dem Filmfest München, 2014

Wilhelm Hermann Björn („Willy“) Bogner junior (* 23. Januar 1942 in München) ist ein ehemaliger deutscher Skirennfahrer, Filmemacher, Designer, Inhaber der Bekleidungsfirma Willy Bogner GmbH & Co. KGaA und der Sohn von Willy Bogner senior.

## Skisport
Bogner gehörte in den 1960er-Jahren zu den besten deutschen Skirennfahrern. Er wurde im Sommer 1959 in Chile durch Stein Eriksen trainiert. Am 9. Januar 1960 siegte er überraschend in der Abfahrt beim Lauberhornrennen mit 1,8 s Vorsprung auf Josef Stiegler, wobei er mit Start-Nr. 25 auch von den besser gewordenen Bedingungen profitierte. Dank Rang 8 im Slalom am 10. Januar wurde er Zweiter in der Kombination. Zum Gesamtsieg hätten ihm nur 3 Zehntelsekunden gefehlt, wobei er im zweiten Durchgang zu vorsichtig gefahren sei, wie es den Pressestimmen (im konkreten Fall «Sport-Magazin Nürnberg») zu entnehmen war. Bei den Olympischen Spielen 1960 in Squaw Valley führte er nach dem ersten Durchgang im Slalom mit einer Sekunde Vorsprung auf die zeitgleichen Charles Bozon und François Bonlieu, konnte jedoch dem Druck nicht standhalten und schied im zweiten Durchgang aus. Im Abfahrtslauf wurde er Neunter.

1962 folgte bei den Weltmeisterschaften in Chamonix der sechste Rang in der Kombination und bei den Studentenweltmeisterschaften der Doppelsieg in Slalom und Kombination. 1964 belegte Bogner bei den Olympischen Spielen in Innsbruck wiederum den neunten Platz im Abfahrtslauf. Im selben Jahr gewann er eine Abfahrt der 3-Tre-Rennen in Madonna di Campiglio. Bei den Weltmeisterschaften 1966 in Portillo belegte Bogner Platz vier im Slalom und Platz fünf in der Kombination. Zwischen 1960 und 1966 gewann er fünf Deutsche Meisterschaften in Abfahrt, Slalom (2) und Kombination (2).
Nach seiner Karriere als Skirennfahrer widmete sich Bogner der Mode und arbeitete in der Firma seines Vaters Willy Bogner senior, deren Leitung er 1977 nach dem Tod des Vaters übernahm. Bis heute rüstet Bogner die deutsche alpine Skinationalmannschaft und die deutschen Mannschaften bei den Olympischen Winterspielen aus.

### Sonstige sportliche Erfolge
Abfahrtsieg am 6. August 1963 beim „22. Andenkandahar“ (an den Hängen des Potrerillos in Portillo) vor Fritz Wagnerberger und C.B. Vaughn (USA).

## Film und Fernsehen
Auch als Filmemacher machte er sich einen Namen und drehte einige Sportspielfilme. Am 12. April 1964 löste eine Gruppe von 14 Weltklasse-Skiläufern unter Führung von Bogner bei den Dreharbeiten für den von ihm produzierten Skifilm Ski-Faszination im Engadiner Val Selin unterhalb der Trais Fluors eine Lawine aus, deren Luftdruck den Abgang einer zweiten Lawine vom gegenüberliegenden Hang verursachte. Mehrere Mitglieder der Gruppe wurden verschüttet. Bogners damalige Lebensgefährtin Barbara Henneberger sowie der Amerikaner Buddy Werner konnten nur noch tot geborgen werden. Da die Gruppe mehrfach vor der hohen Lawinengefahr gewarnt worden war, wurde Bogner zu einer zweimonatigen Bedingten Haftstrafe wegen fahrlässiger Tötung verurteilt.
Im Jahr 1969 war Bogner erstmals für Eon Productions im James-Bond-Film Im Geheimdienst Ihrer Majestät als Ski-Kameramann tätig. Die Ski-Action-Szenen des Films im Verleih der United Artists erhielten aufgrund technischer Innovationen und deren unkonventioneller Verwendung große Anerkennung (Bogner fuhr unter anderem auf speziellen Skiern rückwärts mit der Kamera vor den Ski-Fahrern her). In weiteren Bond-Filmen Der Spion, der mich liebte, In tödlicher Mission und Im Angesicht des Todes leitete er die Aufnahmen der Skifahrsequenzen. 1985 erhielt er den Bambi, 1986 den Bayerischen Filmpreis für seinen Film Feuer und Eis.
Am 15. und 16. Dezember 2006 betätigte sich Bogner als Co-Moderator beim TV total-Parallelslalom des Fernsehsenders ProSieben. 2006 wurde ihm der Bayerische Sportpreis in der Kategorie Hochleistungssportler Plus verliehen.
Am 6. November 2009 beschlossen die Gesellschafter der Bewerbungsgesellschaft München 2018 GmbH für die Kandidatur zu Ausrichtung der Olympischen Winterspiele 2018, ihn zum 15. November 2009 zum weiteren Geschäftsführer und zugleich zum Vorsitzenden der Geschäftsführung zu berufen. Aus gesundheitlichen Gründen legte er dieses Amt am 6. September 2010 nieder.

## Persönliches
1972 heiratete Bogner das brasilianische Model Sônia Ribeiro, Halbschwester der Schauspielerin Florinda Bolkan. Das Paar adoptierte drei brasilianische Kinder. Die Familie bewohnte bis zum Tod von Sônia Bogner 2017 eine Villa in München-Bogenhausen.

## Filmografie als Regisseur, Drehbuchautor und Produzent
- 1966: Ski-Faszination (auch Kamera)
- 1968: Männer, Mädchen und Medaillen (13 jours en France; nur Kamera)
- 1969: James Bond 007 – Im Geheimdienst Ihrer Majestät (On Her Majesty's Secret Service; nur Kamera)
- 1970: Stehaufmädchen (auch Kamera)
- 1972: Bankraub am Monte Rosa (nur Kamera)
- 1972: Benjamin / Benjamin – Ein Meister fällt vom Himmel (auch Kamera)
- 1977: James Bond 007 – Der Spion, der mich liebte (The Spy Who Loved Me; nur Kamera)
- 1981: James Bond 007 – In tödlicher Mission (For Your Eyes Only; nur Kamera)
- 1985: James Bond 007 – Im Angesicht des Todes (A View to a Kill; Regisseur der Skiszenen)
- 1986: Feuer und Eis (auch Kamera)
- 1990: Feuer, Eis & Dynamit (Fire, Ice & Dynamite)
- 1994: White Magic (auch Kamera)
- 1999: Mountain Magic
- 2001: Ski to the Max

## Auszeichnungen
- Bambi (1985)
- Bayerischer Filmpreis (1987)
- Modepreis der Stadt München (1994)
- Bundesverdienstkreuz am Bande (1996)
- Brand of the Century (2007)
- Woodrow Wilson Award (2008)
- Bayerischer Verdienstorden (2008)
- Aufnahme in die Hall of Fame des deutschen Sports (2013)[11]

## TV-Porträt
- Jochen Richter: Willy Bogner – Das Lächeln in der Welt vermehren; in der Reihe Köpfe in Bayern; Dauer: 45 Minuten, Bayerisches Fernsehen 2006.